# Llucià Pasifó
Llucià Pasifó (en llatí Lucianus Pasiphon, en grec antic Λουκιανός Πασιφῶν) fou un escriptor grec.
Favorí d'Arle, segons diu seguint a Diògenes Laerci, li atribueix diverses comèdies que comunament han estat atribuïdes a Diògenes el Cínic o a Filisc d'Egina (deixeble d l'anterior). Fabricius l'inclou a la Bibliotheca Graeca vol. II. pp. 295, 296, i 309.).